# 龙卷风 (电影)
《龙卷风》（英語：Twister）是1996年继后简·德·邦特导演的第二部作品。剧本。讲述一群气象专家研究龙卷风的故事，以逼真的电脑特技生动描绘出龙卷风来袭的场景。
電影於1996年5月10日上映，電影上映之時為1996年第二高票房成績的電影，在影評界獲得中上評價，視覺效果、演員表現獲得好評，部份評論批評故事情節和角色刻畫平淡，獲提名奧斯卡最佳視覺效果和最佳音響獎提名。但隨著時間推移，逐漸被影評界認可為龍捲風主題災難片的佳片名單。本片同時是美國第一批以DVD形式發行的電影之一。

## 劇情
故事發生在美國的中部俄克拉何馬州。故事開頭的1969年，年幼的瓊·哈汀（Jo Harding）跟著父母與愛犬前往自家農場範圍的地下室躲避藤田級數F5級的巨型龍捲風，但在避難過程中，瓊的父親警覺地下室的門板鎖扣出現鬆脫現象，他試圖拉緊地下室門板保護家人，仍不敵龍捲風的威力當著喬和喬的母親面前被捲走，目擊父親罹難的經歷在瓊的內心殘留難以抹滅的心理創傷。
時隔27年，已成年的瓊成為專注研究龍捲風的氣象學家，導著一支由風暴追逐者組成的團隊追逐紀錄龍捲風，但是受幼年父親罹難的創傷影響，她和曾任風暴追逐者、現為電視台氣象主播的丈夫比爾·哈汀（Bill Harding）婚姻觸礁，雙方分居準備協議離婚。比爾準備和未婚妻兼心理治療師梅麗莎·里夫斯（Melissa Reeves）前往俄克拉荷馬州，以獲得瓊在離婚文件上的簽名。當瓊和比爾會面後，瓊向比爾展示氣象數據裝置「桃樂絲」，這個設備外型類似膠囊，其中包含概念化的數百個小型天氣感測器，這項設備可以徹底改變龍捲風研究，並有可能提供更早的風暴預警系統數據，但該設備必須部署在龍捲風附近危險的地方才能運作。由於瓊的團隊匆忙前去追趕一場正在發生的風暴，未能簽署離婚文件，迫使比爾和梅麗莎也跟著喬的團隊前往當地勘察。
另一方面，同樣投身風暴追逐競爭、同時是公司資助的前同事裘納·米勒（Jonas Miller）剽竊比爾開發「桃樂絲」的點子，設計了自己的類似桃樂絲的設備 Dot3。 裘納計劃首先部署 Dot3，並聲稱其設計值得稱讚。獲知此事的比爾怒不可遏，同意陪伴瓊和團隊一天，以成功發射「桃樂絲」進行偵測，當團隊追擊正在形成的龍捲風時，瓊的卡車不慎掉進了溝裡。龍捲風摧毀了車輛和四輛「桃樂絲」原型車之一，迫使瓊和比爾急忙躲在橋下。隨著更多風暴的形成，比爾帶領團隊駕駛自己的卡車，追逐愈演愈烈的 F2 龍捲風。他們遇到了裘納的團隊，比爾準確地預測了龍捲風路徑的突然變化並改變了他們的路線。當行駛穿過充滿水的田野時，兩個水龍捲席捲而來，其中一個一分為二，猛烈地撞擊車輛後消散。比爾和瓊毫髮無傷，但梅麗莎卻受到了創傷。團隊拜訪了瓊在附近脅田居住的阿姨梅格，徵得同意在當地住宿補給，期間梅麗莎深入理解比爾追逐風暴的事蹟和瓊因為目擊父親遭遇龍捲風罹難殘留的童年創傷，同時，梅格阿姨向她的姪女暗示比爾和瓊仍然彼此相愛。當團隊接受到龍捲風形成的訊息時，隊員們爭先恐後的準備追趕龍捲風。瓊和比爾追上了一場猛烈的 F3 龍捲風，其動向不但極度難以預測，還撞倒了壓垮「桃樂絲II」的電線，令比爾的卡車受損，比爾迫使團隊撤退，但瓊因這次追逐行動失敗而情緒崩潰，還吐露了自己的動機和父親之死的傷痛。比爾在會談中承認了他對瓊的感情，但沒有意識到梅麗莎透過無線電廣播無意中聽到了他們的整個談話。
團隊在費爾維尤過夜以修理車輛。在那裡，瓊簽署了離婚文件以安撫比爾，此時一場突然出現的夜間 F4 楔形龍捲風迫使團隊和其他人進入汽車電影院附近的車庫坑中尋求庇護，這場龍捲風摧毀了兩輛團隊車輛，造成數人受傷（包括瓊團隊的一名成員），接著直接向脅田和梅格阿姨襲來。在團隊趕往脅田之前，梅莉莎體認自己和比爾的理想和價值觀有所分歧，還有追逐龍捲風的危險性，於是主動且平和地和比爾會談，結束了她和比爾的關係，並鼓勵他與瓊復合。然而在龍捲風逼近之前，鎮上的風暴警報幾乎沒有提供任何預警，龍捲風的襲擊使脅田變得滿目瘡痍，還夷平了梅格阿姨的住宅。瓊等人的團隊營救了梅格阿姨，梅格阿姨敦促瓊繼續她的研究以改善預警系統。國家強風暴實驗室預測，第二天可能會形成破紀錄的龍捲風。受到梅格阿姨大型風向儀的啟發，比爾和瓊在最後兩個「桃樂絲」原型感測器上添加了鋁製飛翼，使它們更具空氣動力學性能。
正如預測的那樣，第二天，一場巨大的、一英里寬的 F5 龍捲風形成，團隊開始追擊它。比爾和喬試圖將「桃樂絲III」置於其路徑上；然而該設備被空中的樹木撞倒損毀。與此同時，裘納試圖部署 Dot3，無視比爾和瓊關於龍捲風正在改變方向並徑直向他們襲來的警告，結果裘納和司機共乘的卡車被龍捲風捲走，導致他和司機喪生。最終剩餘的「桃樂絲」被固定在卡車床上，比爾和瓊直接駛向龍捲風，兩者接著跳下車，犧牲比爾的卡車以確保「桃樂絲IV」能夠正確地將探測器釋放到龍捲風中。比爾和瓊挺身冒險的結果讓「桃樂絲IV」成功被釋放、偵測到了最及時的科學數據，但礙於失去代步的卡車，瓊和比爾被迫奔向附近附近的一個泵房裡避難，將身軀綁在綁在很深的管道上。當建築物被撕裂並且龍捲風的核心從他們上方掠過時，比爾和瓊甚至能夠近距離觀察到龍捲風的核心。
故事尾聲，F5龍捲風消散後，倖存的民眾紛紛出來確認災情，至於瓊和比爾經歷此事正式和解，慶祝他們的龍捲風研究領域成功跨出一大步之餘，準備投入資金管理實驗室和進行深度研究。

## 演員
- 海伦·杭特 飾 Jo Harding
- 飾 Bill Harding
- 賈米·格茨 飾 Melissa Reeves
- 加利·艾爾維斯 飾 Jonas Miller
- 洛伊絲·史密斯 飾 Meg Greene
- 菲利普·西摩·霍夫曼 飾 Dustin Davis
- 艾倫·魯克 飾 Rabbit
- 肖恩·惠倫 飾 Allan Sanders
- 斯科特·湯姆森 飾 Preacher
- 托德·菲爾德 飾 Beltzer
- 喬伊·斯洛特尼克 飾 Joey
- 溫德爾·約瑟夫 飾 Haynes
- 傑里米·戴維斯 飾 Laurence
- 扎克·格雷尼爾 飾 Eddie
- 格雷戈里·斯波爾德 飾 Willie
- 尼古拉斯·薩德勒 飾 Kubrick

## 製作
主體拍攝於1995年5月1日開始，拍攝地包含奧克拉荷馬州、堪薩斯州和德克萨斯州。